# Verkehrsverbund Mittelschwaben
Der Verkehrsverbund Mittelschwaben, abgekürzt VVM, ist ein Verkehrsverbund in Bayern. Der Verbund wurde im April 1995 gegründet und der Gemeinschaftstarif gilt seit dem 22. April 1996.
Der VVM ist ein sogenannter Mischverbund. Er umfasst neben allen Busunternehmen in den Landkreisen Günzburg und Unterallgäu, auch die Gebietskörperschaften selbst.
Am 18. November 2020 wurde im Rahmen einer Verbunderweiterung die Kreisfreie Stadt Memmingen und das dort ansässige Busunternehmen in den VVM aufgenommen.
Jährlich nutzen rund 8 Millionen Fahrgäste die Busse des VVM. Die 90 Linien bedienen rund 960 Haltestellen in Orten, die gesamte Verkehrsleistung beträgt dabei etwa 4,99 Mio. Wagenkilometer jährlich.
Ende 2024 war ein Kooperationsvertrag in der Ausarbeitung mit dem Ziel, im Januar 2026 den Schienenpersonennahverkehr in den Verbund zu integrieren.

## Verkehrsunternehmen
Beteiligte Verkehrsunternehmen
- BBS Brandner Bus Schwaben Verkehrs GmbH
- BBS Schapfl KG
- BBS Brandner KG
- Brandner Unterallgäu AG
- Miller GmbH & Co. KG
- Klaus Reisen GmbH & Co. KG
- Omnibus Bettighofer GmbH & Co. KG
- Dirr-Reisen GmbH
- Verkehrsunternehmen Gruber GmbH & Co. KG
- Probst Bus GmbH & Co. KG
- Verkehrsgesellschaft Kirchweihtal mbH
- Steber-Tours GmbH
- RBA Regionalbus Augsburg GmbH
- Verkehrsgesellschaft Kirchweihtal GmbH
- Karl Angele GmbH & Co. KG, Stadtbus Memmingen

Kooperierende Verkehrsunternehmen
- Braunmiller Touristik